# Фільтри в свердловинах

Фільтри в свердловинах — пристрої, призначені для закріплення стінок водоприймальної частини дренажних та водозабірних свердловин в пухких та напівскельних нестійких водоносних породах. 

## Загальний опис
Фільтри складаються з робочої (фільтрувальної) частини, відстійника та надфільтрової труби, які виготовляються з сталі, рідше пластмаси, склопластику, азбоцементу, дерева, пористих кераміки та бетону. Залежно від конструкції розрізняють дірчасті, щілинні, сітчасті та каркасно-стрижневі Ф.; іноді в цих конструкціях застосовується гравійне обсипання товщиною 30-55 мм (гравійні Ф.). Конструкція Ф. вибирається, виходячи з ґранулометричного складу водоносних порід. У нестійких напівскельних, щебенистих галечникових породах застосовують дірчасті, щілинні та каркасно-стрижневі Ф.; у гравії та гравенистому піску — такі ж Ф., — але з дротяною обмоткою; у крупнозернистих пісках — дірчасті; щілинні та каркасно-стрижневі Ф. з дротяною обмоткою чи сітчасті (з сіткою квадратного плетіння); у середньозернистих пісках — сітчасті (з сіткою галунного плетіння) чи гравійні; у дрібнозернистих пісках — гравійні Ф. Для зниження швидкості механічної кольматації Ф. в дрібнозернистих пісках іноді застосовують дво- та тришарові засипання з піску та гравію, для запобігання хімічної кольматації експлуатацію свердловин ведуть при ламінарному режимі руху води у прифільтровій зоні. При відпомповуванні агресивних вод застосовують Ф. з антикорозійних матеріалів чи використовують антикорозійні покриття матеріалів для сталевих Ф. При відкритій розробці застосовуються також так звані обернені Ф., які складаються з декількох шарів сипких матеріалів (пісок, гравій, щебінь, галька) із зерен, які збільшуються з кожним шаром в напрямі фільтрації. Ці Ф. споруджують біля основи піщаних схилів кар'єрів для запобігання фільтраційних деформацій уступів.